# Agustin Errotabehere
Agustin Errotabehere, né à Saint-Étienne-de-Baïgorry (Pyrénées-Atlantiques) le 29 août 1945, est un auteur basque. Il écrit en français, à propos de l'histoire contemporaine du Pays basque français.

## Biographie
Agustin Errotabehere est né à Saint-Étienne-de-Baïgorry en 1945. 
Fils de paysan, il a étudié l'agronomie et a un diplôme d'ingénieur. Il a travaillé au sein de la coopérative Lur Berri. Il est également journaliste et écrit des ouvrages depuis quelques années. Il est désormais retraité, et habite à Villefranque.

## Œuvres
- Jean Pitrau : La révolte des montagnards (2011, Elkar)[2],[3]
- Jean Errecart. La grande mutation (2017, Elkar)[4]